# جون بوروز (سياسي أسترالي)
جون بوروز هو صحفي وسياسي أسترالي، ولد في 16 أكتوبر 1864 في Clunes, Victoria ‏ في أستراليا، وتوفي في 3 فبراير 1925 في بريزبان في أستراليا. نشط حزبياً في حزب العمال الأسترالي. وقد انتخب عضو المجلس التشريعي لولاية كوينزلاند ‏ عن دائرة Electoral district of Charters Towers ‏ (6 يوليو 1901 – 18 مايو 1907).